# Одинокая орешина
«Одинокая орешина» — советский цветной двухсерийный художественный фильм 1986 года, снятый режиссёром Фрунзе Довлатяном на киностудии «Арменфильм» по одноимённому роману Вардгеса Петросяна.
Премьера фильма состоялась 8 августа 1987 года. Картину посмотрели 1,1 млн зрителей.

## Сюжет
Старые жители села Лернасар, во главе со старым учителем Сааком Камсаряном, решают бороться за сохранение села. Они пытаются собрать бывших жителей, чтобы отметить тысячелетие родного села. Однако возникают проблемы, когда становится известно, что на их земле собираются похоронить кляузника, который навлек много бед на людей Лернасара. Вспыхивают столкновения между жителями и похоронной процессией, и местного учителя арестовывают. Новый секретарь райкома Арам Вардуни вмешивается в ситуацию, выслушивает мнения жителей и обещает им помощь. В результате общими усилиями жители Лернасара начинают бороться за своё родное село.

## В ролях
- Армен Джигарханян — Размик Саакян
- Фрунзе Довлатян — Саак Камсарян
- Анаит Арутюнян — Сона
- Владимир Кочарян — Левон
- Никогайос Егиазарян — Навасард
- Сурен Оганесян — Арташес Менян
- Рудольф Гевондян — Арташес Мнеян в молодости
- Михаил Довлатян — Саак Камсарян в молодости
- Верджалуйс Мириджанян — Айкануш
- Рафаэль Атоян — Оган
- Сергей Чолахян — Ерем
- Джульетта Авакян — Гаяне
- Ованес Ванян — Армен
- Мигран Кечоглян — Арам Вардуни
- Генрих Алавердян — Восканян
- Георгий Мовсесян — Сафарян
- Левон Шарафян — Антонян
- Роберт Арутюнян — Аматуни
- Самвел Иванян — Ашотик
- Нерсес Оганесян — Овсеп
- Лаврентий Давтян — Язва-Сирак
- Вениамин Овчиян — учитель
- Гагик Адилханян — Саноян
- И. Манулёва — Катя
- Р. Гаспарян — Врам
- Сусанна Григорян — Мариам
- Левон Батикян — секретарь райкома

## Музыка
В фильме звучит музыка в исполнении Симфонического оркестра Госкино СССР, дирижёр Эмин Хачатурян.

## Литературная основа
Фильм был поставлен по одноимённому роману Вардгеса Петросяна. Роман был впервые опубликован в 1981 году на армянском языке. В 1984 году роман был переведён на русский язык и издан в Москве.

## Фестивали
Актёру Армену Джигарханяну была присвоена премия на Всесоюзном кинофестивале в Тбилиси (1987).